# トイニ・グスタフソン
トイニ・グスタフソン（Toini Gustafsson-Rönnlund、1938年1月17日 - ）はスウェーデンの元クロスカントリースキー選手。1960年代に国際大会で活躍した。

## プロフィール
トイニはフィンランド人でフィンランドのスオムッサルミ出身だったが、第二次世界大戦のために難民（いわゆるフィンランド戦争の子供たちFinnish war children）となり、家族ともどもスウェーデンへ亡命した。フィンランド名はToini Karvonenであった。
1960年のホルメンコーレンスキー大会10kmで優勝して注目され、1962年ノルディックスキー世界選手権では5km7位、10km8位、リレーでは銀メダルを獲得した。
初のオリンピックとなる1964年インスブルックオリンピックで10km8位、5km6位、リレーで銀メダル獲得と活躍、
1966年ノルディックスキー世界選手権でも5km6位、10kmとリレーでは銅メダルを獲得した。
1967年のホルメンコーレンスキー大会10kmで2度目の優勝、この年スウェーデンの女子選手として史上初めてホルメンコーレン・メダルを受章した。
1968年、自身2度目のオリンピックとなるグルノーブルオリンピックでは5km、10kmの個人2冠、リレーでも銀メダルを獲得した。1968年のホルメンコーレンスキー大会で2年連続3回目の優勝。この年スヴェンスカ ダーグブラーデット金メダル（Svenska Dagbladet Gold Medal、スウェーデンの最優秀スポーツ選手賞）を受賞した。
1968年同じくオリンピック金メダリストのアーサー・レーンルンドと結婚した。